# Alfred Fjelner

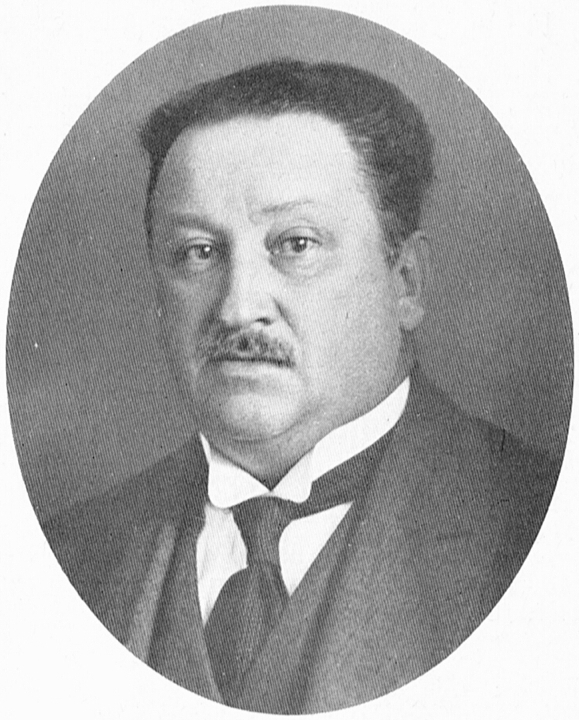
Alfred Fjelner

Alfred Fjelner, född Hansson, den 10 januari 1877 i Fjälkinge socken, död den 22 mars 1936 i Malmö, var en svensk redaktör och författare. Pseudonym: Sic.

## Biografi
Föräldrar var lantbrukaren Hans Håkansson och Karna Nilsson. Fjelner blev student vid Lunds universitet 1894, medarbetade i Lunds Dagblad 1898-1907 och i Sydsvenska Dagbladet från 1907. Han blev vidare sekreterare i Skånes konstförening 1916.
Fjelner debuterade 1900 som författare tillsammans med bland andra Vilhelm Ekelund och Mauritz Krook i kalendern I skilda färger. Han skrev senare ett antal diktsamlingar av huvudsakligen satirisk karaktär och även på skånsk dialekt samt även flera lokalhistoriska skildringar. Han var en naturlyriker och kunde troget återge skånska stämningar. 
Han gifte sig 1910 med Hedvig Ester Johansson (född 1890). Paret fick en dotter Greta (född 1911), legitimerad sjuksköterska, och två söner, Hans (född 1912), länspolischef, och Lars (född 1925), redaktör.

### Skönlitteratur
- I skilda färger : en diktbok / af Mauritz Krook, Alfred Fjelner, Vilh. Ekelund och Nils P. Svensson. Lund: Lindstedt. 1900. Libris v44jn5ttsc6078kn. http://hdl.handle.net/2077/57647
- Typer, loford och elakheter. Malmö. 1913. Libris cx34m2bl9hdqk9jt. https://gupea.ub.gu.se/2077/86558
- Typer och porträtt. Malmö: Förlagsaktiebolaget. 1917. Libris 1651785
- Typer och minnen. Malmö: Förlagsktiebolaget. 1919. Libris 1651784
- Typer och figurer. Malmö: Förlagsaktiebolaget. 1920. Libris 1651783
- Typer och en del annat. Malmö: Förlagsaktiebolaget. 1921. Libris 1472378
- Karl-Gerhards och Sic's malmörevy 1922 : vart ska' vi annars gå?. Malmö: Skånska dagbladet. 1922. Libris 1485825
- Typer och toner. Malmö: Förlags-a.-b. 1922. Libris 1472381
- Typer och tillfällen : ett års rimmerier. Malmö: Förlags-a.-b. 1923. Libris 1472380
- Typer och stämningar : rimmerier. Malmö: Förlags-a.-b. 1925. Libris 1472379
- Typer och tankar. Malmö: Förlagsaktiebolaget. 1927. Libris 1329871
- Typer och tavlor. Malmö: Förlags a.-b. 1928. Libris 1329872
- Typer och texter. Malmö: Förlags-a.-b. i Malmö. 1929. Libris 1329874
- Typer och teckningar. Malmö: Förlagsaktiebolaget i Malmö. 1930. Libris 1329873

### Varia
- Hamninvigningsdagen i Simrishamn den 14 sept. 1910 : en minnesskrift. Simrishamn: Fr. Sjöberg. 1910. Libris 1613937
- Skåne och de skånska dragonerna : vid Kongl. Skånska Dragonregementets 250-årsfest på Ljungbyhed den 3 juli 1926. Malmö. 1926. Libris 2645991
- Södra Sveriges restauratörförening 1906-15 oktober - 1931 : en minnesskrift på styrelsens uppdrag. Malmö: Förlagsa.-b. i Malmö boktr. 1931. Libris 1354064
- Skånska mannar från Lund. Stockholm: Geber. 1935. Libris l5brdlxqjrl12cw7. https://gupea.ub.gu.se/2077/86501

### Redaktör
- Skånskt folklynne : berättelser, pasasjor, slagdängor m. m.  : Vemmenhögs härads bygdemål (3. uppl. red. av Alfred Fjelner och Nils Ludvig Olsson). Malmö: Framtiden. 1928. Libris 1343314